# SCUMM
SCUMM, acronimo di Script Creation Utility for Maniac Mansion ("Utilità di creazione script per Maniac Mansion"), è un'applicazione creata dall'allora Lucasfilm Games (poi LucasArts) per semplificare lo sviluppo dell'avventura grafica Maniac Mansion (1987). Rimase poi l'ambiente di sviluppo e il motore grafico per molte altre avventure di successo dell'azienda fino al 1997.

## Introduzione
Sebbene SCUMM sia l'applicazione di supporto nello sviluppo dei videogiochi, il grande successo dei prodotti della casa statunitense portò ben presto a indicare, con lo stesso nome, anche gli script creati con questa utility.
L'uso di un linguaggio di scripting permetteva agli sviluppatori di combinare l'uso di sfondi, definizioni d'ambienti, oggetti e sequenze di dialoghi senza mettere mano a complessi linguaggi di programmazione. La pubblicazione dei giochi, inoltre, prevedeva la pubblicazione di un pacchetto contenente gli oggetti del gioco e un solo eseguibile, l'interprete SCUMM (nelle prime edizioni dei giochi SCUMM era possibile scoprirne la versione avviando l'eseguibile principale con l'opzione /?). Tutti i dati del gioco (bitmap, suoni, sequenze MIDI) restano indipendenti dalla piattaforma di destinazione del software e questa idea è alla base della portabilità dei giochi della LucasArts e della riuscita del progetto ScummVM, successivo interprete SCUMM open source.
All'interno dello SCUMM, alcune caratteristiche sono state oggetto di uno sviluppo particolarmente intenso, culminando nella realizzazione di motori integrati e altamente specializzati, come:
- iMUSE (Interactive MUsic Streaming Engine)
- INSANE (INteractive Streaming ANimation Engine)
- CYST
- FLEM
- MMUCUS

La LucasArts ha ufficialmente pubblicato interpreti SCUMM, con la funzionalità di leggere tutti i giochi che ne sfruttano il motore, per le seguenti piattaforme:
- 3DO
- Amiga
- Apple II
- Apple Macintosh
- Atari ST
- CDTV
- Commodore 64
- Fujitsu Towns e Marty
- NES
- MS-DOS
- Microsoft Windows
- Sega Mega CD
- TurboGrafx-16

## Storia
La versione originale fu sviluppata da Aric Wilmunder (soprannominato the SCUMM Lord) e Ron Gilbert i quali, nel 1987, lavoravano all'avventura grafica Maniac Mansion. La bontà di questo software li convinse a riutilizzarlo, con modifiche e migliorie, per decine di giochi successivi.
L'utility SCUMM venne abbandonata dalla LucasArts nel 1998 quando la casa si rese conto, durante lo sviluppo di Grim Fandango, di aver bisogno di un motore che desse al gioco l'aspetto 2.5D che si cercava. Il nuovo motore, chiamato GrimE, fu basato sul linguaggio Lua.

## Sviluppo
I giochi SCUMM seguono un paradigma di sviluppo verbo-oggetto.
Il personaggio controllato dal giocatore utilizza gli oggetti di un inventario, combinandoli tra loro o facendoli interagire con altri oggetti sparsi nel mondo virtuale del gioco, usando una varietà di verbi (vai, prendi, esamina, usa, e così via), soprattutto nei primi giochi (la versione floppy di The Secret Of Monkey Island ne utilizzava dodici). L'evoluzione del software portò gradualmente a una diminuzione di questi verbi, l'interprete SCUMM smise di chiedere espressamente all'utente il verbo da utilizzare e cominciò a basarsi su altri dati per dedurre l'azione da intraprendere: in Sam & Max Hit the Road l'uso del tasto destro del mouse scorreva l'elenco dei verbi, in La maledizione di Monkey Island con un click del mouse si accedeva alla selezione fra soli tre verbi, in The Dig non era neanche necessario scegliere il verbo ma bastava affidarsi al click, destro o sinistro, per far sì che SCUMM attivasse l'azione giusta.
Gli enigmi solitamente evolvono usando il giusto verbo con l'oggetto appropriato (o il verbo "usa" con la giusta combinazione di due oggetti), per esempio: "Usa gli spilloni in la bambola vudù".
La scelta "parla a"  produce sequenze di dialogo nelle quali il giocatore sceglie tra una lista di domande o frasi predefinite alle quali i personaggi con cui il suo alter ego interagisce rispondono secondo uno schema predefinito.

## Versioni

### Versione 0
- Maniac Mansion (Commodore 64)

### Versione 1
- Maniac Mansion (versione originale MS-DOS)
- Zak McKracken and the Alien Mindbenders (Commodore 64, versione originale MS-DOS)

#### Versione 1.5
- Maniac Mansion (NES)

### Versione 2
- Maniac Mansion (Amiga e la versione migliorata per MS-DOS)
- Zak McKracken and the Alien Mindbenders (Amiga, Atari ST, e la versione migliorata per MS-DOS)

### Versione 3
- Indiana Jones and the Last Crusade: The Graphic Adventure (Amiga e versioni per MS-DOS EGA e VGA)
- Zak McKracken and the Alien Mindbenders (remake VGA per i sistemi Fujitstu Towns)
- LOOM (Amiga e versioni EGA per MS-DOS su floppy disk)

### Versione 4
- The Secret of Monkey Island (Amiga e versioni EGA/VGA per MS-DOS su floppy disk)
- LOOM (versione MS-DOS in VGA su CD-ROM)
- Passport to Adventure (raccolta di demo)

### Versione 5
- The Secret of Monkey Island (Versione VGA per MS-DOS su CD-ROM)
- Monkey Island 2: LeChuck's Revenge (Versioni MS-DOS e Amiga)
- Indiana Jones e il destino di Atlantide (Versioni MS-DOS e Amiga)

In questa versione (datata 1992) venne integrata la tecnologia iMUSE; inoltre, a questo punto della sua evoluzione, il sistema SCUMM si ramificò quando Ron Gilbert lo diede in licenza per l'uso in tutti i giochi della sua compagnia Humongous Entertainment. Un ramo del sistema SCUMM continuò così a crescere indipendentemente fino alla versione 11.

### Versione 6
- Maniac Mansion: Day of the Tentacle
- Sam & Max Hit the Road

### Versione 7
- Full Throttle
- The Dig

### Versione 8
- The Curse of Monkey Island

## ScummVM
Una comunità di videogiocatori affezionati alle avventure grafiche ha dato avvio, come software libero, al progetto ScummVM: si tratta di un interprete SCUMM di piccole dimensioni programmato in C++ e basato sulle librerie SDL, il che gli permette di funzionare su numerose piattaforme sulle quali questi giochi non funzionerebbero (o non funzionerebbero più), e su molte che non esistevano quando SCUMM nacque.
Oggi il motore esegue i giochi della LucasArts (quelli programmati con SCUMM), ma anche giochi basati su altri engine e di altre case.

## Curiosità
In vari capitoli del gioco Monkey Island compare lo Scumm Bar, così chiamato in onore dell'applicazione che ha permesso la creazione di questi (e tanti altri) giochi.
Il nome del locale fu cambiato a partire da Fuga da Monkey Island in Lua Bar in quanto il nuovo motore grafico GrimE sfruttava il linguaggio Lua.